# Locus ceruleus
Locus coeruleus (locus caeruleus, locus ceruleus) o punto blu, è un nucleo situato nel tronco encefalico nella porzione superolaterale del pavimento del IV ventricolo, tra la parte più media dell'area visiva pontina e il collicolo facciale. 
Il suo nome deriva dalle parole latine "caeruleus", che significa "azzurro", e "locus"; per questo la denominazione "classicamente" più corretta è probabilmente locus caeruleus, anche se la forma coeruleus è più diffusa. È anche chiamato "punto blu" per la sua colorazione tendente all'azzurro, dovuta ai granuli di melanina al suo interno che conferiscono un colore blu.

## Funzioni
È all'origine della maggior parte delle azioni della noradrenalina nel cervello, ed è coinvolto nelle risposte a stress e panico. 
Studi hanno dimostrato che gli stimoli sensoriali (olfatto, udito, vista, gusto e tatto) e l'attività masticatoria bilaterale accelerano l'eccitazione dei neuroni del locus coeruleus.
Questa zona del cervello è anche strettamente collegata al sonno REM.

## Anatomia
Locus coeruleus è il sito principale per la sintesi della noradrenalina (o norepinefrina "NE") nell'encefalo, ed è formato per lo più da neuroni di medie dimensioni.
Negli esseri umani adulti (19-78) il locus coeruleus ha dai 22.000 ai 51.000 neuroni di dimensioni tra 31.000 e 60, 000 µm3.

## Connessioni
Locus coeruleus rilascia noradrenalina quando una serie di cambiamenti fisiologici sono attivati da un evento.
La noradrenalina dal Locus coeruleus ha un effetto eccitatorio sulla maggior parte del cervello, attivando l'eccitazione e l'innesco dei neuroni.
Le connessioni nervose di questo nucleo raggiungono il midollo spinale, il tronco cerebrale, il cervelletto, l'ipotalamo, i nuclei relay del talamo, l'amigdala, la base del telencefalo, e la corteccia cerebrale.
Attraverso le connessioni con la corteccia frontale e la corteccia temporale, il talamo e l'ipotalamo il Locus Coeruleus è coinvolto nella regolazione dell'attenzione, ciclo sonno-veglia, nell'apprendimento e nella percezione del dolore, nella genesi dell'ansia e nella regolazione dell'umore e dell'appetito.

## Locus coeruleuse sostanze allucinogene
Sono stati osservati altissimi addensamenti di Recettori oppioidi nel locus coeruleus, ed è stato studiato come sostanze psichedeliche ne potenzino l'eccitazione.
Le sostanze allucinogene non fanno comunque eccitare spontaneamente i neuroni del locus coeruleus in assenza di stimoli sensoriali, per cui si può supporre che esse interagiscano con un insieme differente di neuroni che stabiliscono un contatto diretto con il locus.
Poiché il locus coeruleus è un meccanismo a “imbuto” che integra tutti i messaggi sensoriali provenienti dagli organi di senso in un sistema unico di eccitazione generalizzato, la sua alterata eccitazione farà provare sensazioni che travalicano i confini delle differenti modalità percettive: il fenomeno detto sinestesia.